# テレビ朝日系列日曜夕方6時台枠のアニメ
『テレビ朝日系列日曜夕方6時台枠のアニメ』（テレビあさひけいれつにちようゆうがたろくじだいわくのアニメ）は、かつてテレビ朝日系列の日曜18時台（JST）に放送されたテレビアニメの作品一覧である。
この時間帯は時期によって放送枠変動があるため、便宜上、1960年代までの作品は「第1期」、1970年代の作品は「第2期」として記述する。また「▲」マークは海外作品を表す。

## 第1期

### 歴史
初作品は極めて古く、なんとテレビ朝日開局2週間後の1959年2月15日に開始した海外作品『珍犬ハックル』（中断有り）。その後はしばらく中断し、1963年10月6日に同じく海外作品『ドラ猫大将』で再開したが、1964年1月に火曜18:15から移動したばかりの海外作品『ベニーの冒険旅行』との枠交換で後半枠に移動、その後同年6月7日に、この枠では初の国産作品である東映動画（現：東映アニメーション）作品『少年忍者風のフジ丸』を開始し、一方の前半枠は1964年9月23日に海外作品『ナッティ・ドリームランド』（第2シーズン）を放送したが、『ナッティ』は2ヶ月で終わり、『フジ丸』も1965年1月3日放送を最後に火曜19:30に移動、その後1968年11月10日から18:25枠でアニメ再放送を行ったものの、終了後はこの枠のアニメは長期中断となる。

### 放送作品一覧

#### 18時00分 - 18時30分
- 珍犬ハックル（1959年2月15日 - 8月30日）[2] ▲
- （この間、海外ドラマ『サーカス・ボーイ』）
- 続 珍犬ハックル（1959年12月6日 - 1960年3月27日）[2]▲
- （この間、プロ野球薄暮試合中継など放送）
- ドラ猫大将（1963年10月6日 - 1964年1月12日）▲ - 枠交換で30分繰り下げ。
- ベニーの冒険旅行（英語版）（1964年1月19日 - 3月29日）▲ - 枠交換で30分繰り上げ。
- （この間、プロ野球薄暮試合中継）
- ナッティ・ドリームランド（第2シーズン）（1964年9月23日 - 10月25日）▲

#### 18時30分 - 19時00分
- ベニーの冒険旅行（1964年1月5日 - 1月12日）▲ - 火曜18:15より移動。この後枠交換で30分繰り上げ。
- ドラ猫大将（1964年1月19日 - 5月）▲  - 枠交換で30分繰り下げ。
- 少年忍者風のフジ丸（1964年6月7日 - 1965年1月3日）[3] - 火曜19:30へ移動。

#### 18時25分 - 18時55分
- サイボーグ009（第1作、再放送）（1968年11月10日 - 1969年2月16日）
- ファイトだ!!ピュー太（再放送）（1969年2月23日 - 3月30日） - つなぎ番組。

| NET 日曜18:00 - 18:30枠                                            | NET 日曜18:00 - 18:30枠                                         | NET 日曜18:00 - 18:30枠                             |
| 前番組                                                             | 番組名                                                          | 次番組                                              |
| ------------------------------------------------------------------ | --------------------------------------------------------------- | --------------------------------------------------- |
| （開局前）                                                         | テレビ朝日系列 日曜夕方6時枠のアニメ （1959年2月 - 8月）        | サーカス・ボーイ                                    |
| サーカス・ボーイ                                                   | テレビ朝日系列 日曜夕方6時枠のアニメ （1959年12月 - 1960年3月） | わんぱくデニス                                      |
| プロ野球薄暮試合中継 または ローハイド（2本立て再） ※17:00 - 19:00 | テレビ朝日系列 日曜夕方6時枠のアニメ （1963年10月 - 1964年3月） | プロ野球薄暮試合中継 または 映画番組 ※16:30 - 18:30 |
| プロ野球薄暮試合中継 または 映画番組 ※16:30 - 18:30                | テレビ朝日系列 日曜夕方6時枠のアニメ （1964年9月 - 10月）       | 笛吹童子 （東千代之介版。再）                       |

| NET 日曜18:30 - 19:00枠 | NET 日曜18:30 - 19:00枠                                            | NET 日曜18:30 - 19:00枠                                                          |
| 前番組                  | 番組名                                                             | 次番組                                                                           |
| ----------------------- | ------------------------------------------------------------------ | -------------------------------------------------------------------------------- |
| とんちんかん騒動記      | テレビ朝日系列 日曜夕方6時30分枠のアニメ （1964年1月 - 1965年1月） | わが家の王様 ※18:30 - 18:45NETニュース ※18:45 - 18:55芸能ニュース ※18:55 - 19:00 |

| NET 日曜18:25 - 18:55枠                                  | NET 日曜18:25 - 18:55枠                                             | NET 日曜18:25 - 18:55枠 |
| 前番組                                                   | 番組名                                                              | 次番組                  |
| -------------------------------------------------------- | ------------------------------------------------------------------- | ----------------------- |
| ショック ↓ 「NET杯争奪 富士チャンピオンレース」 中継ほか | テレビ朝日系列 日曜夕方6時25分枠のアニメ （1968年11月 - 1969年3月） | お笑い0番地             |

## 第2期

### 歴史
長期に渡って続いた1時間体制が終了した1975年10月5日から、この枠は18:00 - 18:25と18:25 - 18:55に分割し、まず18:00枠で東映動画制作による巨大ロボットアニメ『鋼鉄ジーグ』を開始。「磁力でパーツを合体させる」設定が玩具でも再現できて人気作となり、その後も『マグネロボシリーズ』が継続。一方の18:25枠は1976年3月に、歌謡番組までのつなぎとして『キューティーハニー』を2回だけ再放送、半年後からは海外作品を3本放送した。その後1978年4月に18:55のミニ番組枠（『ANNニュース』→天気予報）が廃枠になったのを機に、枠を18:30 - 19:00に移動し、当時月曜19:30で放送中の『一休さん』を再放送したが、半年放送した所で、日曜15:30から移動する視聴者参加型クイズ『三枝の国盗りゲーム』（朝日放送制作）の枠確保のために終了、この枠のアニメは事実上終了した。
なおここで記述している放送枠は関東地区のもの。一部地域（主に朝日放送）では放送枠が異なっている。

### 放送作品一覧

#### 18時00分 - 18時25分
- 鋼鉄ジーグ（1975年10月5日 - 1976年8月29日）[6]
- マグネロボ ガ・キーン（1976年9月5日 - 1977年6月26日）[7]
- 超人戦隊バラタック（1977年7月3日 - 1978年3月26日）[8]

#### 18時25分 - 18時55分
- キューティーハニー（再放送）（1976年3月21日 - 3月28日） - つなぎ番組。
- （この間、歌謡番組『ざ・ウタバン本番中!!』→『チビらサンデー』）
- 爆走バギー大レース（1976年10月3日 - 1977年1月23日）▲
- スピードローラー猛レース（1977年1月30日 - 5月15日）▲
- 緊急指令レスキュー+4（英語版）（1977年5月22日 - 9月25日）▲
- （この間、トーク番組『さて今週は…』）

#### 18時30分 - 19時00分
- 一休さん（再放送）（1978年4月2日 - 9月17日）

| NET→テレビ朝日 日曜18:00 - 18:25枠 | NET→テレビ朝日 日曜18:00 - 18:25枠                              | NET→テレビ朝日 日曜18:00 - 18:25枠   |
| 前番組                             | 番組名                                                          | 次番組                               |
| ---------------------------------- | --------------------------------------------------------------- | ------------------------------------ |
| あなたをスターに! ※18:00 - 18:55   | テレビ朝日系列 日曜夕方6時枠のアニメ （1975年10月 - 1978年3月） | 日曜夕刊!こちらデスク ※18:00 - 18:30 |

| NET→テレビ朝日 日曜18:25 - 18:55枠   | NET→テレビ朝日 日曜18:25 - 18:55枠                                  | NET→テレビ朝日 日曜18:25 - 18:55枠 |
| 前番組                               | 番組名                                                              | 次番組                             |
| ------------------------------------ | ------------------------------------------------------------------- | ---------------------------------- |
| 正義のシンボル コンドールマン （再） | テレビ朝日系列 日曜夕方6時25分枠のアニメ （1976年3月）              | ざ・ウタバン本番中!!               |
| チビらサンデー                       | テレビ朝日系列 日曜夕方6時25分枠のアニメ （1976年10月 - 1977年9月） | さて今週は…                        |

| テレビ朝日 日曜18:30 - 19:00枠                    | テレビ朝日 日曜18:30 - 19:00枠                               | テレビ朝日 日曜18:30 - 19:00枠                            |
| 前番組                                            | 番組名                                                       | 次番組                                                    |
| ------------------------------------------------- | ------------------------------------------------------------ | --------------------------------------------------------- |
| さて今週は… ※18:25 - 18:55天気予報 ※18:55 - 19:00 | テレビ朝日系列 日曜夕方6時30分枠のアニメ （1978年4月 - 9月） | 三枝の国盗りゲーム 【日曜15:30から移動】 【朝日放送制作】 |